# 趙介夫
伊介夫（1512年—？），伊介夫，字士節，一字貞甫，號鈍庵，別號松鶴山人，直隸河間府阜城縣人，匠籍，明朝政治人物。

## 生平
嘉靖十九年（1540年）庚子科順天府鄉試第四十名舉人。嘉靖二十年（1541年）聯捷辛丑科會試第九十九名，登第三甲第一百一十二名進士。授山东章丘县知县，百姓有“云散見青天，氷月在寒潭”之謡。升南康府通判，擢工部虞衡司主事，管内十库，督造弓矢，不久外派征收杭州竹木税，升营缮司署员外郎，管理临清砖厂。转都水司署郎中，督理通会闸河，并天津河道，未上任，升山东按察司佥事、分巡辽海东宁道。晋布政司右参议，遷山西按察司副使、整饬蓟州兵备，改官山东，整饬德州兵备，四十二年十月被御史纠劾閑住。

## 家族
曾祖趙名瓉；祖父趙茂，巡檢；父趙珊，聽選官。母李氏；繼母宋氏。具庆下。兄廉夫、乾夫。弟坤夫、中夫、曉夫、哲夫、晚夫。